# Gert Kams
Gert Kams,  estonski nogometaš, * 25. maj 1985, Koeru.

## Življenjepis
Gert je bil rojen v majhnem mestecu Koeru,ki ima okoli 1.800 prebivalcev in leži 115 km jugovzhodno od prestolnice Talin. Z nogometom se je začel ukvarjati pri 7 letih v domačem kraju Koeru. Nato pa je leta 2005 podpisal pogodbo za estonskega drugoligaša Warrior Valga. Trenutno je član Flore. Igra na poziciji bočnega vezista ali pa bočnega branilca. Za člansko reprezentanco Estonije je debitiral 3. februarja v Talinu proti Poljski. Svoj prvi gol pa je dosegel 29. februarja 2012 proti Salvadorju v ameriškem Los Angelesu. 